# Andrés de Creta
Andrés de Creta o Andrés de Jerusalén (Damasco, 650-Mitilene, siglo VIII), fue un Padre de la Iglesia, Arzobispo de Gortina (Creta) y un destacado predicador y autor de himnos sacros. Santo de las Iglesias católica y ortodoxa.

## Biografía
Nació en Damasco (Siria) a mediados del siglo VII. A pesar de la elocuencia que poseyó en su edad madura, se cuenta que hasta la época de su primera comunión, que recibió a los siete años, era muy poco locuaz. 
Abrazó la vida monástica a los quince años de edad en el monasterio de San Sabas en Jerusalén, por lo que también es llamado a veces "San Andrés el Jerosolimitano" o "San Andrés de Jerusalén". En el monasterio del Santo Sepulcro en la misma ciudad recibió el lectorado y el subdiaconado. 
Como legado de Teodoro, el Patriarca de Jerusalén, asistió al VI Concilio Ecuménico, celebrado en Constantinopla en 680-681, a reiterar la adhesión de su Iglesia a la condena de la herejía monofisita. San Andrés se quedó en dicha ciudad y fue ordenado diácono de la Gran Basílica de la Hagia Sofía; además, se le confió el cuidado de un orfanato y de un asilo de ancianos. Más tarde, debido a sus cualidades de carácter y a sus habilidades, fue consagrado como arzobispo de Gortina, la sede metropolitana de Creta. Ahí defendió la legitimidad del culto a las imágenes.
El año 711, Filípico Bardanes se apoderó del trono imperial, quemó las actas del Sexto Concilio Ecuménico, restableció en los dípticos litúrgicos los nombres que dicho Concilio había anatematizado y reunió un sínodo para que ratificase su proceder. Andrés asistió a dicho sínodo el año 712; pero al año siguiente, se arrepintió de ello y firmó sin vacilar la carta de excusa que su patriarca escribió al Papa Constantino, después de que Anastasio II arrojó a Bardanes del trono imperial. 
Los historiadores de la Iglesia no están de acuerdo en cuanto a la fecha de la muerte del santo. Uno sugiere el año 712, mientras los otros favorecen el año 726. De cualquier manera, se sabe que falleció de regreso a Creta de un viaje de Constantinopla. Fue sepultado en la Iglesia de la Santa Anastasia en Edesó, una ciudad de Mitilene. Luego sus reliquias fueron transferidas a Constantinopla.

## Legado
Andrés de Creta fue un excelente compositor de himnos sagrados. Algunos de ellos se cantan todavía, dejando una huella perdurable en la divina liturgia bizantina.